# Université de Relizane
L'université  Ahmed Zabana  est une université algérienne située dans la ville de Relizane.

## Histoire
En 2008 ,4  nouveaux instituts y sont créés :
1. INES des Sciences Juridiques et Administratives
2. INES des Lettres et littérature arabes
3. INES des Sciences Économiques
4. INES des sciences Humaines et  Sociologie

En 2013 , 2 nouveaux instituts y sont créés :
1. INES des  Sciences et technologies
2. INES des Sciences Exactes

En 2020 , Restructuration de l'université pour inclure 5 collèges :
1. Département des Sciences Juridiques et Administratives
2. Département des Sciences et technologies
3. Département de  Sciences Économiques
4. Département de  Sciences humaines et Sociologie
5. Département des lettres Les langues

## Structures scientifiques
- Bibliothèque centrale [2]
- CEIL Relizane ( centre intensif des langues) [3]
- Maison de entreprenariat [4]

## Partenariats
- coopération au conseil supérieur de langue arabe et à l'Université de Relizane [5]

- Le partenariat de l'université avec l'usine textile Tayal [6]

## Classement
| Années              | 2015 | 2020 | 2022 |
| ------------------- | ---- | ---- | ---- |
| Classement national | 60   | 31   | 34   |

## Recteurs
- Bahri Ahmed [10]